# Анока (Минесота)
Анока (енгл. Anoka) град је у америчкој савезној држави Минесота.

## Демографија
По попису из 2010. године број становника је 17.142, што је 934 (-5,2%) становника мање него 2000. године.
| Група             | 2000.          | 2010.          |
| Белци             | 16.629 (92,0%) | 14.751 (86,1%) |
| Афроамериканци    | 446 (2,5%)     | 805 (4,7%)     |
| Азијати           | 168 (0,9%)     | 301 (1,8%)     |
| Хиспаноамериканци | 349 (1,9%)     | 713 (4,2%)     |
| Укупно            | 18.076         | 17.142         |